# سلمى بنت حرملة
النابغة سلمى بنت حرملة الجلانية العنزية والدة كل من الصحابي عمرو بن العاص السهمي القرشي و عقبة بن نافع الفهري القرشي وعروة بن أثاثة العدوي القرشي وأرنب بنت عفيف بن أبي العاص القرشية. وكانت النابغة من بني جلان بن عتيك بن أسلم بن يذكر بن عنزة بن أسد بن ربيعة بن نزار بن معد بن عدنان.

## سبيها في أحد حروب الجاهلية
أصابت سلمى رماح العرب في أحد حروب الجاهلية، فبيعت بعكاظ، فاشتراها الفاكه بن المغيرة المخزومي القرشي، ثم اشتراها منه  عبد الله بن جدعان التيمي القرشي، ثم صارت إلى العاص بن وائل السهمي القرشي.